# خاورمیانه و شمال آفریقا

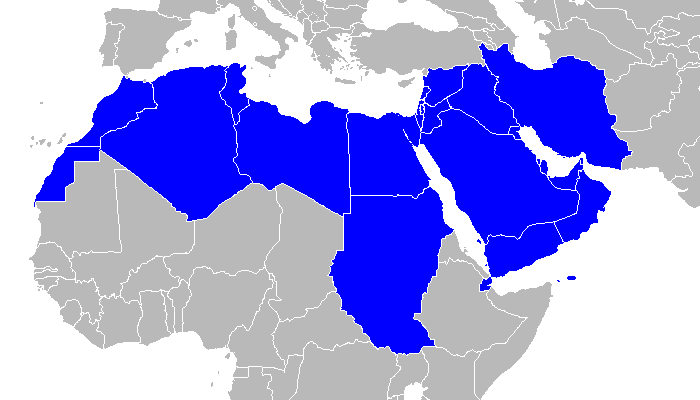
کشورهای حاضر در گروه منا

خاورمیانه و شمال آفریقا (به انگلیسی: Middle East and North Africa) با سرنام مِنا (MENA) اصطلاحی است که برای نامیدن کشورهای عمده تولیدکننده نفت در منطقه خاورمیانه و شمال آفریقا به‌کار می‌رود. حد این منطقه از کشور مراکش در شمال غربی قاره آفریقا آغاز می‌شود و تا ایران، شرقی‌ترین کشور منطقه خاورمیانه امتداد می‌یابد. این منطقه دارای ۶۰ درصد منابع نفتی و ۴۵ درصد منابع گازی جهان می‌باشد. اقتصاد این کشورها رابطه تنگاتنگی با تغییرات جهانی بهای نفت دارد. این منطقه یکی از قدیمی‌ترین حوزه‌های برداشت نفت در جهان محسوب می‌شود. به همین دلیل ذخایر نفت کشورهای این منطقه بیشتر از سایر مناطق کره زمین کاهش یافته و فرسودگی ادوات حفاری و استخراج نفت نیز مشهودتر است.

## آمارها
در سال ۲۰۰۷، کشورهای این منطقه روزانه ۱ میلیون بشکه نفت برداشت کرده‌اند که معادل ۴۰ درصد برداشت جهانی آن محصول در آن سال بوده‌است. در همین سال ۲۲ درصد تولید خشکی و فراساحلی گاز که به ترتیب ۳۵۴ میلیارد متر مکعب و ۱۸۴ میلیارد متر مکعب بوده نیز از آن منطقه بوده‌است. در همین سال مخارج حفاری و نوکاری چاه‌های نفت این منطقه بالغ بر ۷٫۷ میلیارد دلار برآورد شده‌است. این کشورها عبارتند از الجزایر، بحرین، جیبوتی، مصر، عراق، ایران، اسرائیل، اردن، کویت، لبنان، لیبی، مالت، موراکو، عمان، عربستان سعودی، تونس، امارات متحدهٔ عربی، کرانه باختری رود اردن و یمن.

## مذهب
اسلام از قدیم به عنوان آئین اصلی در منطقهٔ منا بوده‌است. حدود ۹۱٫۲٪ از جمعیت این منطقه — برابر با ۳۱۵ میلیون نفر — مسلمان هستند.

## سایر عبارات
MENAP
از ماه آوریل سال ۲۰۰۳ میلادی، صندوق بین‌المللی پول این واژه را در تحلیل‌های آماری خود به کار برد که شامل همان کشورهای قبلی به‌علاوهٔ افغانستان و پاکستان است.
MENAT
این واژه نیز به معنای همان کشورهای MENA به همراه کشور ترکیه می‌باشد.